# Promontor utcai stadion
A Promontor utcai stadion egy labdarúgó-stadion Budapest XXII. kerületében, Budafokon. A stadion a Budafoki MTE labdarúgóklub otthonául szolgál. Kapacitása 4000 ülőhely.

## Történelem
Az 1990-es években Gallov Rezsőnek és Vízi Sándornak sikerült elérnie, hogy az Állami Vagyonügynökség a pályát kivegye a privatizációs csomagból.
A 2010-es években az Újbuda FC otthona volt.
2019-ben tetőt szereltek a főtribün felé. A tervek szerint a vendégszurkolóknak majd egy különálló tribünt építenek 2021-ben.

## Közlekedés
A stadion könnyen megközelíthető tömegközlekedéssel. 
| Szolgáltató | Megálló               | Vonal              | Távolság     |
| ----------- | --------------------- | ------------------ | ------------ |
| BKK         | Víg utca (Sporttelep) | 58, 158, 250, 250B | 100 m 2 perc |